# Assalto ao trem pagador (Inglaterra)

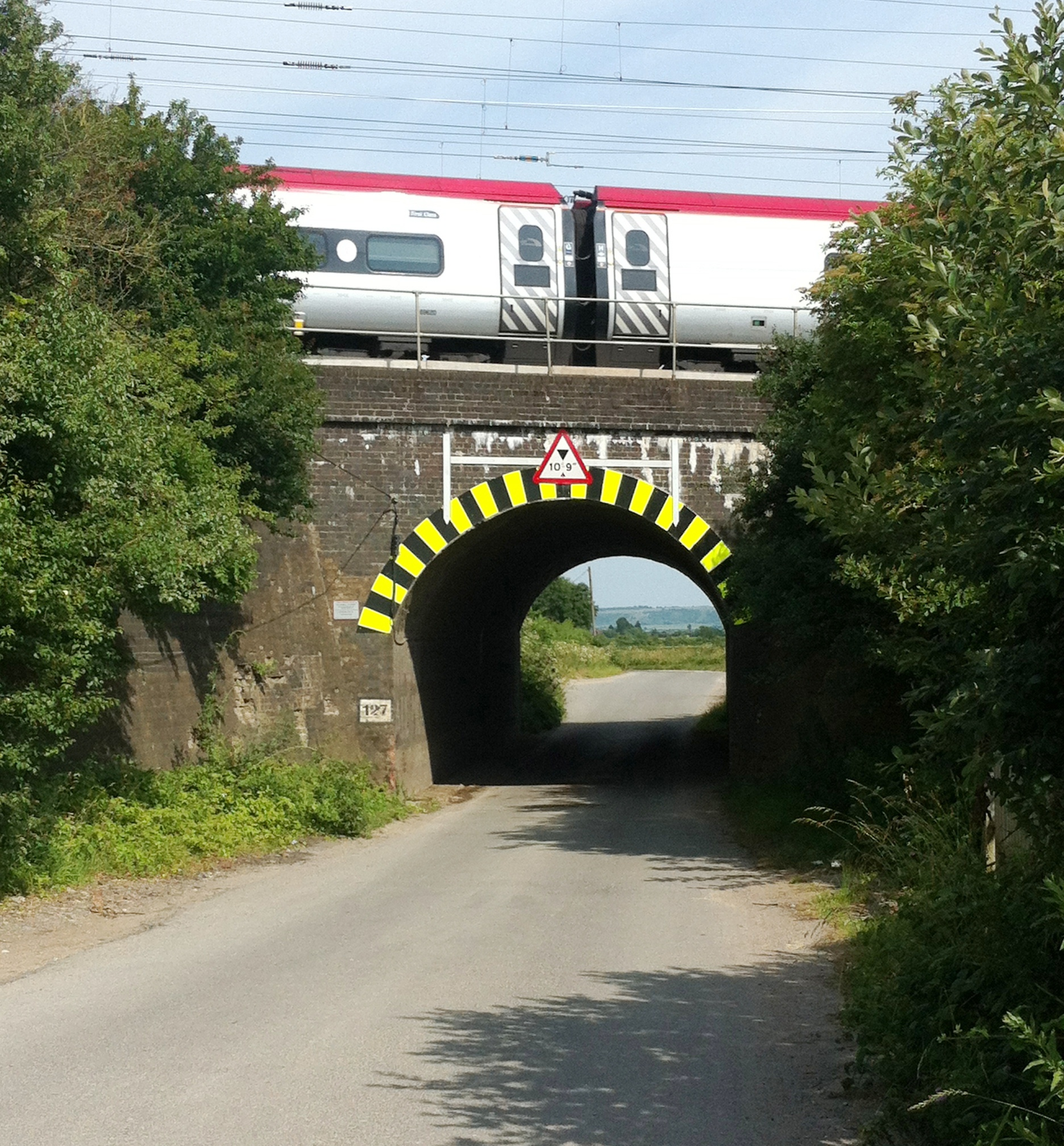
Bridego Bridge, local do assalto

Assalto ao trem pagador é uma referência a um roubo a uma locomotiva postal ocorrido em 8 de agosto de 1963 no condado de Buckinghamshire, na Inglaterra. Na ação, um grupo de 17 pessoas (15 ladrões e dois informantes) levou a quantia de aproximadamente 2,6 milhões de libras esterlinas (2 631 784 para ser exato) de um trem que ia de Glasgow, na Escócia, para Londres, transportando depósitos bancários.
Os assaltantes pertenciam a duas gangues de Londres: a South West (Sudoeste, em português) e a South East (Sudeste, em português). O roubo foi planejado por Bruce Reynolds e Ronald Biggs, que haviam se conhecido na prisão alguns anos antes.

## O assalto

### A ideia
Bruce Reynolds soube da existência do trem pagador em 1960, em uma conversa na prisão. Acreditava, a princípio, que um assalto à locomotiva seria impossível. Três anos depois, em Londres, foi procurado pelo seu antigo companheiro de cela, Ronald Biggs, que precisava de um empréstimo. Foi quando Reynolds o convidou para participar de um audacioso assalto. Biggs, um carpinteiro recém casado, aceitou a proposta. A data escolhida foi 8 de agosto. A dupla descobriu que bancos escoceses enviariam nesse dia uma grande remessa de dinheiro a Londres por meio da linha férrea postal.

### Os envolvidos
Bruce Reynolds foi o cérebro do assalto. Chegou a trabalhar como revendedor de antiguidades, mas dedicava mais tempo a crimes. Ronnie Biggs também já havia participado de alguns delitos. Junto com a dupla, outras pessoas estiveram envolvidos no assalto, seja antes, durante ou depois do evento. Confira a lista com alguns deles:
- Bill Boal, engenheiro;
- Bobby Welch, dono de uma boate;
- Brian Field, advogado, responsável pela compra da fazenda Leatherslade, usada como esconderijo;
- Charles Wilson, atuou como tesoureiro. Tinha a tarefa de dividir o dinheiro roubado entre os integrantes do bando;
- Gordon Goody, cabeleireiro;
- James Hussey, decorador;
- James White, ex-para-quedista;
- John Wheater, advogado, atuou em prol da quadrilha;
- Roger Cordrey, florista;
- Ronald Edwards, ex-pugilista, dono de um clube;
- Roy James, ex-piloto de corrida e ourives;
- Tommy Wisbey, apostador profissional.[5]

### A execução
Os assaltantes foram avisados por um informante, pouco após a meia-noite, de que o trem postal havia partido de Glasgow. Era o gatilho para o início da operação. Eles embarcaram em dois Land Rovers e um caminhão do Exército roubado e deixaram o esconderijo – a fazenda Leatherslade, distante 40 quilômetros do local do roubo.
Pouco tempo depois, os bandidos se posicionaram em pontos previamente planejados. Na região de Leighton Buzzard, o semáforo da via férrea foi alterado. A luz verde, que indica ao maquinista para seguir normalmente, foi coberta, e a lâmpada amarela, que obriga uma parada do trem no próximo semáforo, foi ligada por meio de baterias. Em Sears Crossing, a mesma tática foi utilizada, mas, dessa vez, a luz vermelha foi acionada. Eram 3h30min da madrugada quando o maquinista Jack Mills, obedecendo a sinalização, parou o trem.
A linha de telefone de emergência do local foi cortada preventivamente pelo bando. Perto dali, em um terreno elevado, um dos assaltantes, munido de um walkie-talkie, avisou os comparsas da chegada do trem. Quando a locomotiva parou, o assistente de Mills, David Whitby, desceu da cabine para conferir o motivo da parada não programada. Foi surpreendido pela quadrilha, que o imobilizou. Os assaltantes subiram no trem e renderam Mills acertando um golpe na cabeça dele com uma barra de ferro. Em seguida, os funcionários do correio, que estavam com os malotes de dinheiro, também foram rendidos.
Um integrante do bando desengatou a locomotiva e os três vagões seguintes do restante do comboio. Na sequência, um condutor aposentado, recrutado especialmente para substituir o maquinista original, não conseguiu dominar os controles do trem. Por fim, Jack Mills, mesmo sangrando, foi obrigado a levar o trem até a Bridego Bridge, onde a outra parte do grupo de assaltantes aguardava nos veículos. Foram desembarcados 120 sacos de dinheiro. A turma fez uma espécie de corrente humana para agilizar o procedimento. A carga valiosa, então, é levada de volta ao esconderijo.

## Mancadas e fuga
Na fazenda, o grupo, enfim, relaxou. Beberam, jogaram cartas e até mesmo Banco Imobiliário. Alertados da aproximação da polícia, a quadrilha teve que abandonar às pressas o local. Um comparsa foi pago para apagar todos os rastros deixados pelo grupo. Porém, ele resolveu pegar o dinheiro e fugir sem fazer a tarefa. Até hoje, o paradeiro do ladrão traidor é desconhecido.
O esconderijo foi descoberto pela polícia devido à denúncia de um fazendeiro local. Ele percebeu a presença do caminhão do Exército dias antes. Quando soube do assalto, avisou as autoridades imediatamente. Ao investigar a casa, a Scotland Yard encontrou muitas impressões digitais, até mesmo nas peças do Banco Imobiliário deixado para trás. Com os rastros, foi possível localizar os participantes do assalto.
Outra pista ajudou as autoridades policiais a descobrirem quem era o chefe da quadrilha. Bruce Reynolds chamou um conhecido para agir como falso comprador da fazenda Leatherslade. O problema é que o amigo usou o seu verdadeiro nome na transação, além de contratar um escritório de advocacia para intermediar as negociações.

## Desfecho
Três semanas depois, 11 dos 17 integrantes da quadrilha já estavam presos. A maioria foi condenada a 30 anos de detenção.
Alguns conseguiram fugir da prisão. Um deles foi Ronald Biggs. Ele ficou quase dois anos encarcerado, mas, em 8 de julho de 1965, após subornar funcionários da penitenciária de Wandsworth, escapou, escalando o muro com uma escada de corda comprada por comparsas. Fugiu primeiro para Paris, na França, e depois para a Austrália. Após três anos, com receio de ser reconhecido, partiu para o Brasil, em 1970, indo residir no Rio de Janeiro. Chegou a viver mais de 30 anos no Brasil. Em maio de 2001, Biggs decidiu se entregar às autoridades britânicas. Lá, foi para a prisão de Belmarsh, em Londres. Morreu em 2013 aos 84 anos.
Bruce Reynolds conseguiu escapar da polícia. Durante cinco anos, viveu escondido no México e Canadá. Com o fim do dinheiro, voltou à Inglaterra, onde foi preso. Cumpriu pena por dez anos. Solto em 1978, chegou a trabalhar como consultor no filme Buster, que conta a história do famoso assalto. Foi preso novamente por mais três anos acusado de tráfico de anfetaminas. Morreu em 2013, aos 81 anos.
Jack Mills, o condutor do trem pagador, nunca se recuperou totalmente do golpe com uma barra de ferro que levou na cabeça. Morreu de leucemia sete anos depois do assalto.
O assalto ao trem pagador chegou a ser conhecido como "o crime do século" na Inglaterra. Segundo pesquisadores, o roubo já rendeu 27 livros, 17 documentários e quatro filmes de longa-metragem.